# Comuna de Pieniężno
Pieniężno (polaco: Gmina Pieniężno) é uma gminy (comuna) na Polónia, na voivodia de Vármia-Masúria e no condado de Braniewski. A sede do condado é a cidade de Pieniężno.
De acordo com os censos de 2004, a comuna tem 6883 habitantes, com uma densidade 28,5 hab/km².

## Área
Estende-se por uma área de 241,43 km², incluindo:
- área agricola: 68%
- área florestal: 20%

## Demografia
Dados de 30 de Junho 2004:
|                      | Total   | Total | Mulheres | Mulheres | Homens  | Homens |
| -------------------- | ------- | ----- | -------- | -------- | ------- | ------ |
|                      | pessoas | %     | pessoas  | %        | pessoas | %      |
| População            | 6883    | 100   | 3333     | 48,4     | 3550    | 51,6   |
| Densidade (pop./km²) | 28,5    | 100   | 13,8     | 13,8     | 14,7    | 14,7   |

De acordo com dados de 2002, o rendimento médio per capita ascendia a 1266,02 zł.

## Comunas vizinhas
- Braniewo, Górowo Iławeckie, Lelkowo, Lidzbark Warmiński, Orneta, Płoskinia.